# Viktorija Augustauskaitė
Viktorija Augustauskaitė (ur. 2000) – litewska zapaśniczka walcząca w stylu wolnym. Zajęła piętnaste miejsce na mistrzostwach Europy w 2019. Brązowa medalistka mistrzostw nordyckich w 2018 roku.